# Recinte fortificat de Marqueixanes
El Recinte fortificat de Marqueixanes, sovint denominat Castell de Marqueixanes, és l'antiga cellera, fortificada, a partir de la qual s'originà el poble de Marqueixanes, a la comarca del Conflent, de la Catalunya del Nord.
Envoltava la totalitat del poble vell, amb la cellera primigènia en el seu interior.

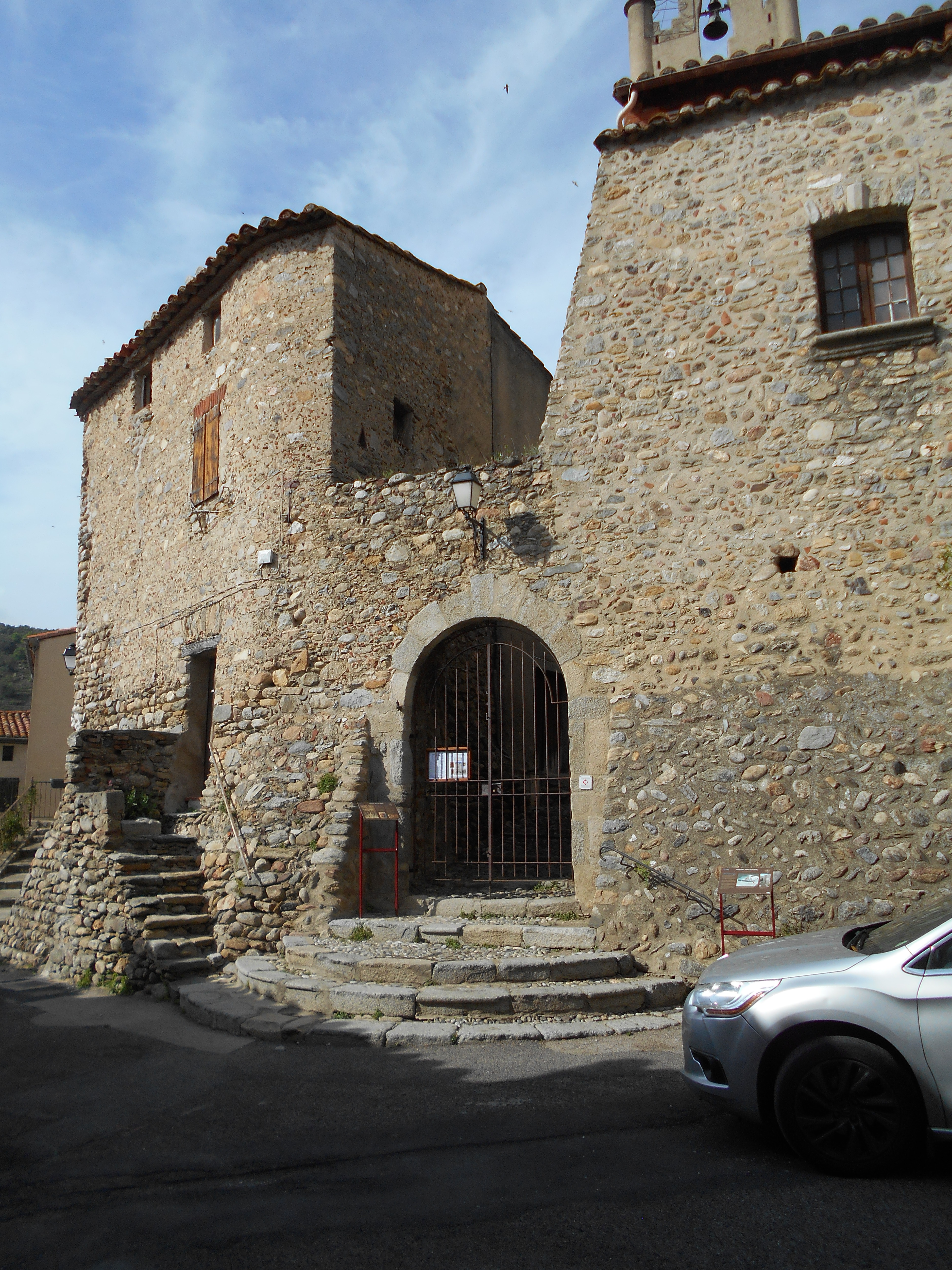
Muralla i porta de la cellera

El primer esment de Marqueixanes data del 1025, moment en què es produí l'intercanvi entre el bisbe d'Elna Berenguer i l'abat Esclua de Sant Martí de Canigó de les esglésies de Santa Eulàlia de Marqueixanes i de Sant Sadurní de Vernet. Els segles següents reberen diverses donacions i vendes que engrandiren el seu territori, entre els quals els diferents pobles que actualment integren la comuna dels Masos: Joncet, Favars i Avellanet. L'any 1172 Alfons I autoritzà l'abat Guillem a construir-hi muralles. Encara, el 1351 el rei Pere el Cerimoniós concedia a l'abadia canigonenca el privilegi de reconstruir les muralles, que havien quedat malmeses en la guerra contra Jaume III de Mallorca.

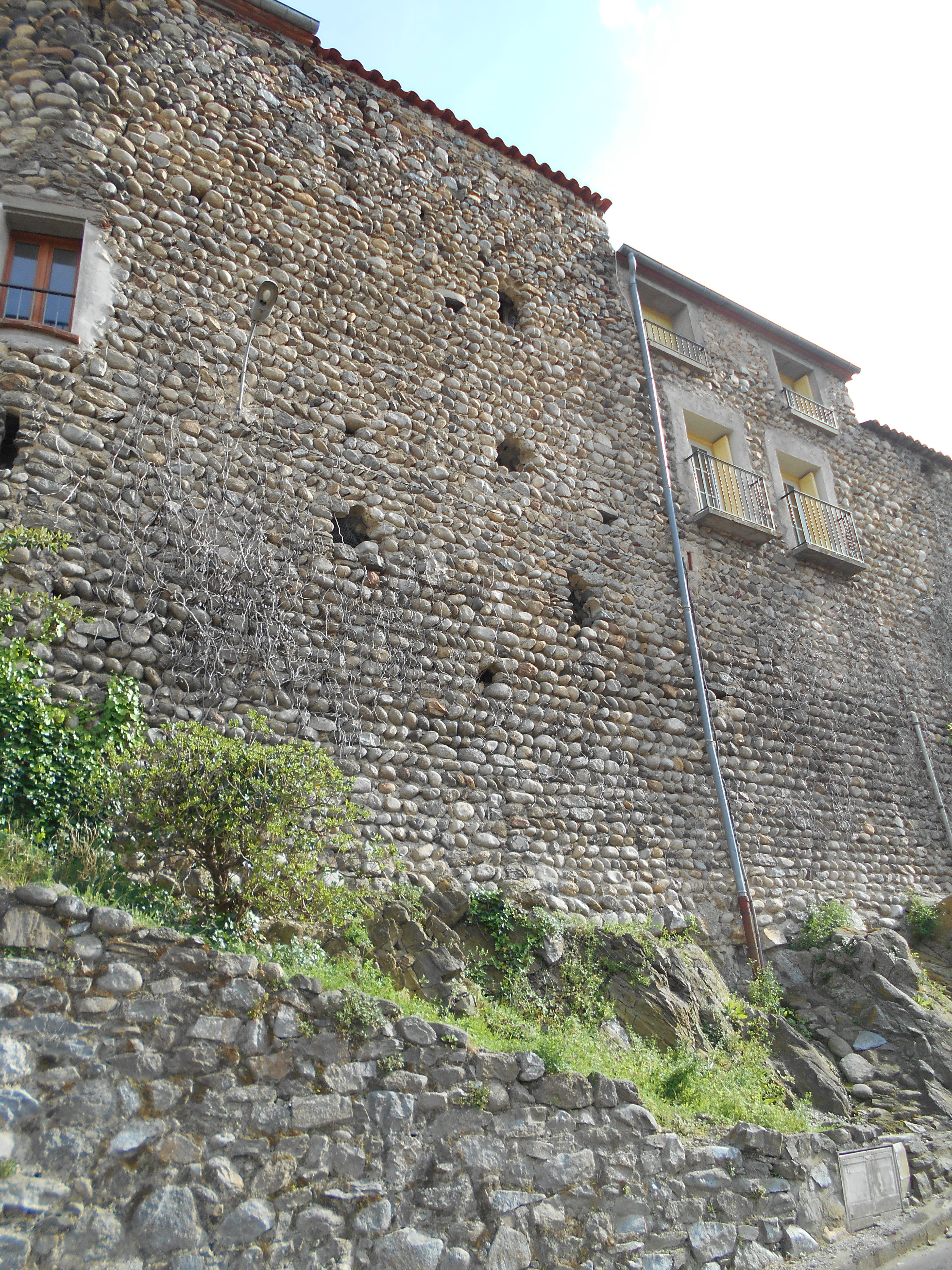
Fragment de muralles

El recinte, de planta poligonal, es conserva en bona part, si bé bastants elements han quedat incorporats a les cases que ocupen el lloc de l'antic recinte. N'hi havia un de primigeni, la cellera, al voltant de l'església parroquial de Santa Eulàlia i Santa Júlia, clos, però sense muralles: les mateixes cases en formaven el recinte. Un segon recinte, més ample, envoltava la cellera per encabir-hi el poble medieval; és aquest segon recinte el que tenia muralles, en part conservades. Als costats nord i oest s'han conservat la major part de panys d'aquestes muralles del segon recinte.

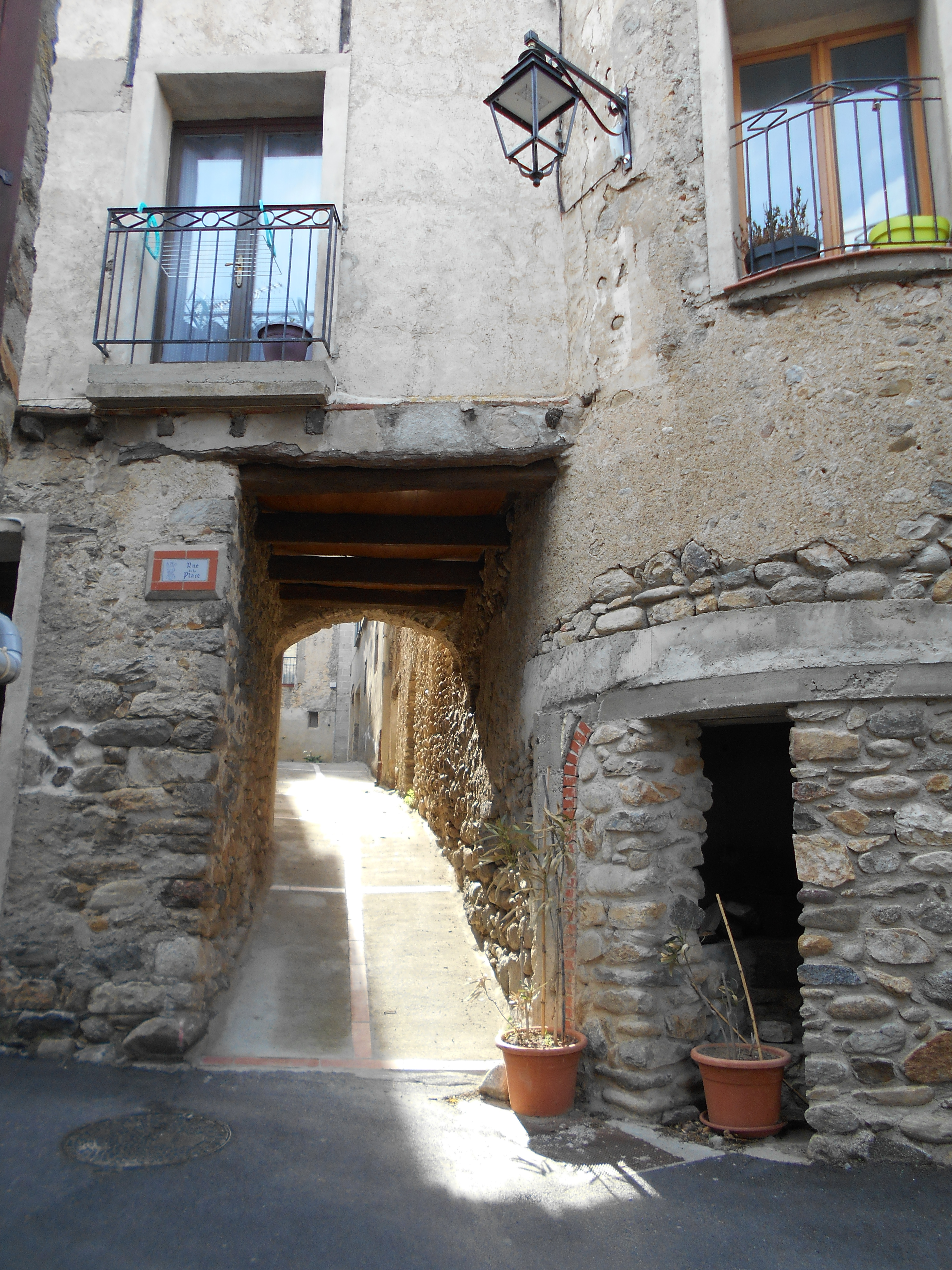
Una altra de les portes del recinte

Se n'han conservat dos portals, tots dos al costat meridional, i bastant propers entre ells. Un és el del carrer del Forn, amb un arc de mig punt fet amb lloses llargues i estretes; malauradament, els dos muntants foren destruïts per tal d'eixamplar el pas per a carruatges. Damunt de l'arc de la porta n'hi ha un altre de més antic, que fa funció d'arc de descàrrega; és fet amb dovelles llargues i poc amples. A la part alta del mur, damunt de la porta, es conserva un matacà. L'altre portal s'obre davant de la porta de l'església; és d'un sol arc de mig punt, amb dovelles curtes i amples, molt ben tallades i acabades. A l'interior hi ha una curta volta rebaixada. A tota aquesta zona meridional es conserven força fragments de la muralla.

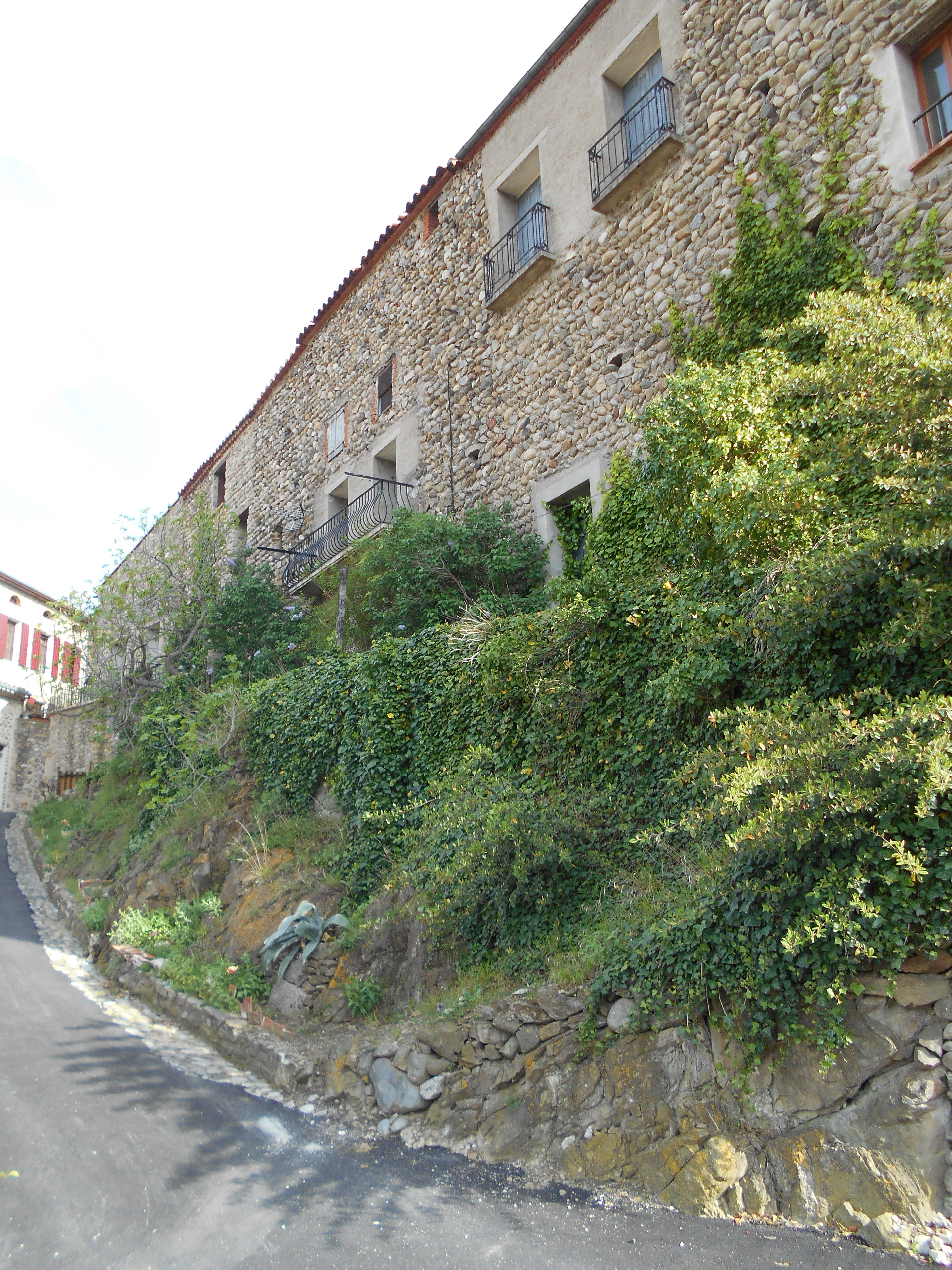
Un altre pany de les muralles

Als sectors nord i oest també es conserven restes importants de la muralla, amb un pany de fins a 50 metres de llarg, en alguns llocs fins als 12 metres d'alçada. La major part correspon a obra del segle xiv, que es correspon amb la restauració autoritzada el 1351.